# Druhá káhirská konference

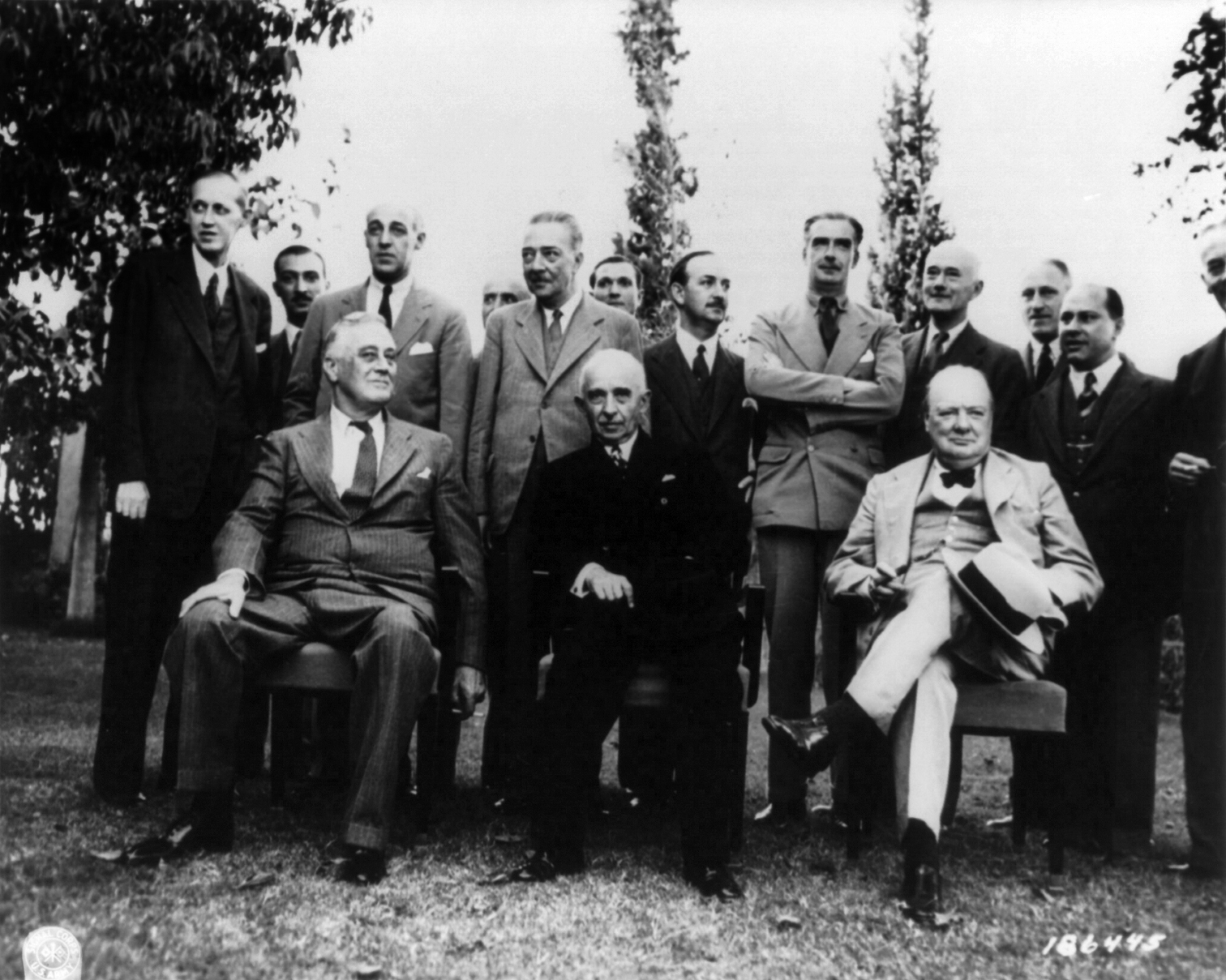
Účastníci konference

Druhá káhirská konference bylo jednání amerického prezidenta Roosevelta, britského premiéra Churchilla a tureckého prezidenta İnönüa, které proběhlo v Káhiře 4.–6. prosince 1943. Jejím hlavním tématem byla spolupráce Spojenců s Tureckem a případné aktivní zapojení Turecka do druhé světové války po jejich boku.
Výsledkem jednání byla především dohoda o zachování turecké neutrality ve druhé světové válce, což bylo velkým zklamáním pro Churchilla, který věřil, že by zapojení Turecka urychlilo vítězství Spojenců. Naopak spokojeni byli oba zbylí účastníci: turecký prezident nechtěl zapojit svou zemi do války, protože se bál případné porážky a s ní spojených územních ztrát (velmi dobře si pamatoval těžké vojenské neúspěchy a úzení ztráty, které Turecko utrpělo v první světové válce a v letech po ní) a americký prezident měl obavu, že by případná turecká porážka a převzetí kontroly nad Bosporem a Dardanelami Osou značně zkomplikovalo pozici Spojenců.
Nicméně Turecko se zavázalo v budoucnu umožnit západním Spojencům zřídit na svém území leteckou základnu pro jejich vojenské operace v oblasti, výměnou za závazek, že ho vojensky podpoří, pokud by se SSSR pokusil zabrat úžiny pro sebe. Letiště Incirlik však bylo zbudováno až po konci druhé světové války, později sehrálo klíčovou roli ve studené válce, kdy ji využívalo NATO. Turecko nakonec do druhé světové války vstoupilo až na jejím samém konci, když symbolicky vyhlásilo válku Německu a Japonsku 1. března 1945.